# Carex harrysmithii
Carex harrysmithii är en halvgräsart som beskrevs av Georg Kükenthal. Carex harrysmithii ingår i släktet starrar, och familjen halvgräs. Inga underarter finns listade i Catalogue of Life.